# 罗曼·切尔文卡
罗曼·切尔文卡（捷克語：Roman Červenka，1985年12月10日—），捷克男子冰球运动员。他曾代表捷克国家队参加2010年、2014年、2018年和2022年冬季奥林匹克运动会冰球比赛，最好名次为2018年冬季奥运会的第四名。